# Spinnenweb

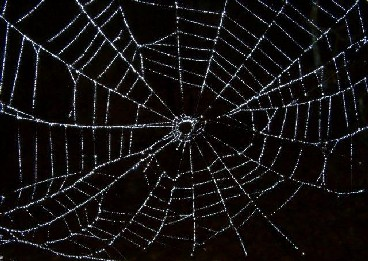
Web van de kruisspin (Araneus diadematus)

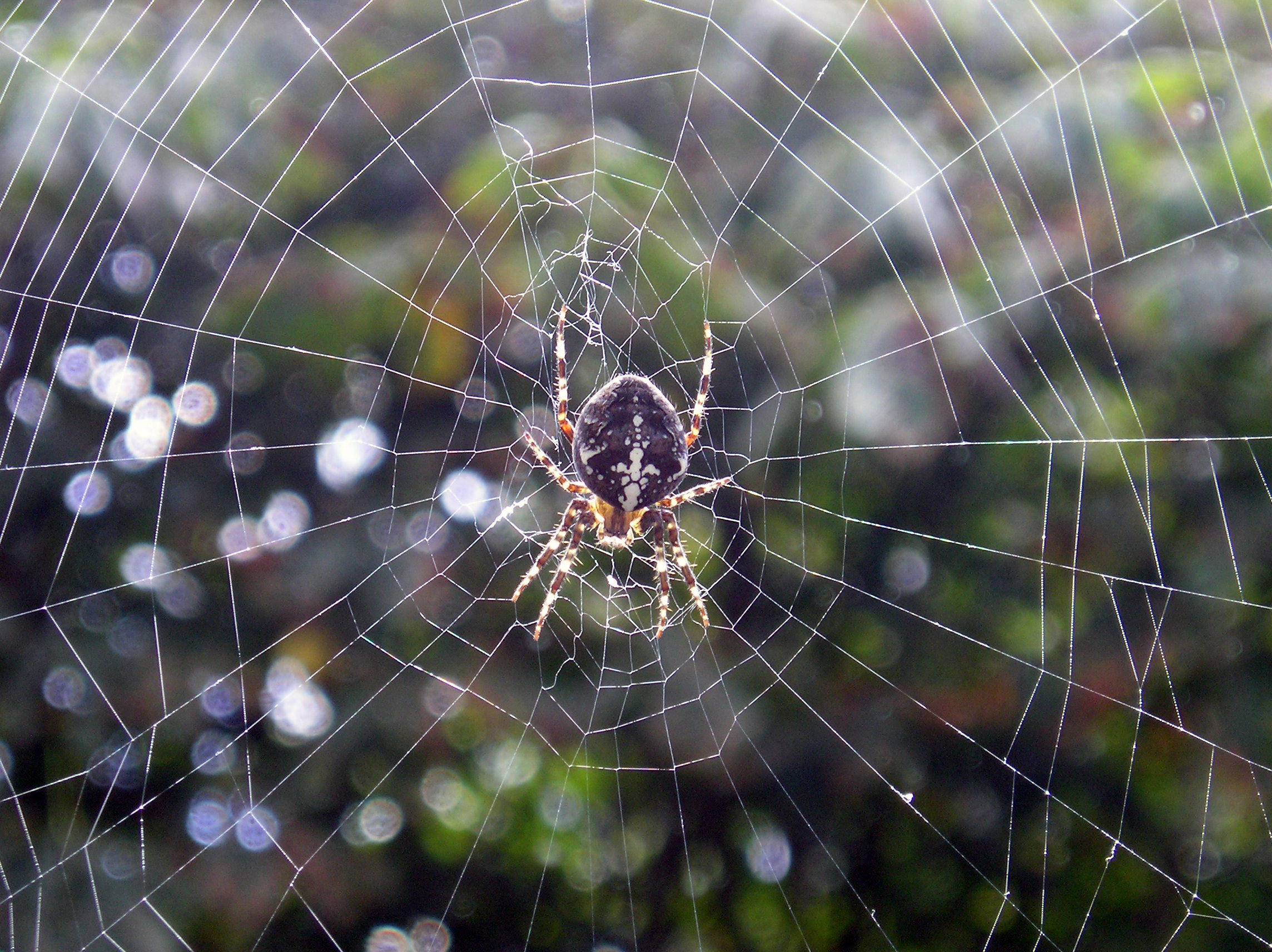
Een kruisspin in haar web

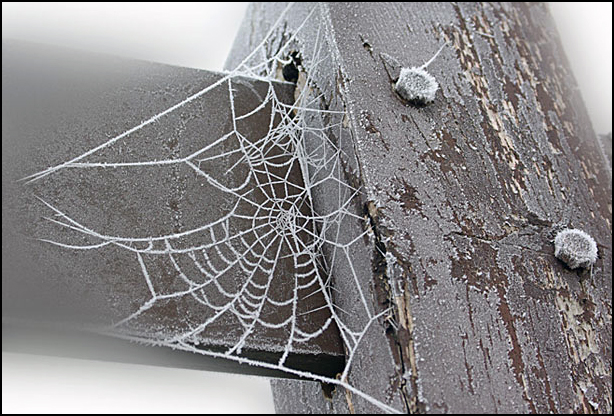
Een bevroren spinnenweb

Een spinnenweb is een weefsel dat gemaakt wordt door een enkele spin. De webben bestaan uit spinsel, spinrag genoemd, dat meestal dient als vangnet voor vliegende of springende prooien. Een spinnenweb heeft typische eigenschappen. De draden zijn zo dun dat ze niet worden opgemerkt door vliegende insecten. Spinnen die een spinnenweb maken vangen vooral vliegen en muggen, vliegende kevers als lieveheersbeestjes en net- en grootvleugeligen. De vorm en positie van het web hangt samen met de prooikeuze van de spin. Spinnen als de kruisspin hebben zich meer op vliegende prooien gespecialiseerd en bouwen het web aan de toppen van planten. De wespspin daarentegen jaagt op sprinkhanen en maakt een web dicht bij de bodem.
De spin produceert de draden voor het web zelf, dit materiaal wordt spinsel genoemd. Deze draad bestaat uit een mengsel van eiwitten, en de spin bepaalt afhankelijk van de functie of de draad moet kleven of niet. Spindraad komt uit de spintepels in het achterlijf van de spin. Het wordt geproduceerd door verschillende klieren en elke klier produceert een bepaald type spinsel.
Meestal zijn de draden van het spinnenweb voorzien van kleefstof. Als de prooi in het web vliegt blijft deze aan de webdraden plakken. De spin heeft zelf weinig last van de kleverige draden. De draden van het web zijn niet volledig met lijm bedekt, maar met druppels. De spin loopt als het ware tussen de lijmdruppels door. Ook zijn er in een spinnenweb loopdraden aanwezig zonder lijmdruppels; de spin gebruikt deze draden om zich in het web te verplaatsen zonder in zijn eigen web verstrikt te raken. Een bijkomend aspect van het web is zijn elektrische lading: doordat vliegende insecten door hun vleugelslag een positieve elektrische lading krijgen, wordt de kans groter dat ze in de kleefstof van het negatief of neutraal geladen web terechtkomen.
Veel spinnen maken een web zonder kleefstof. Het is dan meestal een platte constructie van fijne draden die de prooi verstrikken en de spin alert maken op een maaltijd. De kruisspin ruimt ook zijn eigen afval op. Achtergebleven delen van insecten die niet eetbaar zijn, of rondvliegend vuil wat in het web achterblijft, wordt op een vernuftige wijze verwijderd. De spin breekt een deel van zijn web af en laat het vuil vallen. Daarna herstelt hij zijn web weer voor een volgende prooi.
Een groot aantal spinnen maakt helemaal geen web, maar jaagt actief op prooien of leeft van andere spinnen die in hun eigen web verstrikt raken.
Spinnenwebben moeten niet verward worden met stofdraden, grijze of zwarte draden van aaneengeklit spinrag en huisstof die vaak binnenshuis voorkomen en die in het dagelijks spraakgebruik vaak ten onrechte als spinnenwebben aangeduid worden. Niettemin zijn er spinnensoorten die een ietwat pluizig, vormloos web maken.

## Toepassingen
Spindraad is een relatief zeer sterk materiaal dat zijn eigenschappen nog niet volledig heeft prijsgegeven. Spinrag van sommige soorten is sterker dan staaldraden van gelijke dikte. Naar gewicht kan spindraad tot vijf keer sterker zijn dan staal en tot drie keer taaier dan Kevlar. Men ziet dan ook veel mogelijke toepassingen voor dit unieke materiaal: zeer lichte kabels voor bijvoorbeeld bruggen, of soepele kogelwerende vesten. Een nadeel is wel dat spinrag krimpt als het nat wordt.
Het is echter nog niemand gelukt om spinnendraad te melken; daarom hebben wetenschappers onderzoek gedaan naar het genetisch modificeren van geiten om zo de grondstoffen van spinnenzijde in hun melk te verwerven. Dit bleek echter niet op grote schaal toepasbaar.

## Woordgebruik
In West-Vlaanderen en Zeeland wordt een spin aangeduid als kobbe, in het westen en Frans-Vlaanderen als koppe. Het web is in West-Vlaanderen een kobbenet; begin 18e eeuw werd in het Oost-Vlaamse Gent koppenette geattesteerd. In Zeeuwse dialecten kwamen rond 1930 vormen voor als kopperagge, koppespinne/kobbespinne en koppespinnette. Ook koppespinder/kobbespinder wordt als synoniem genoemd, volgens het Woordenboek der Nederlandsche Taal duidt dit echter op een vogel, het paapje. Het Middelnederlandse coppespinne kan evenals het hedendaagse spinnenkop zowel de spin als het rag aanduiden, maar koppelspin enkel het rag.